# Yulia Solovieva
Yulia Solovieva  (n. Moscú) es una psicóloga y autora rusa que ha trabajado en el campo de la psicología histórico-cultural y la neuropsicología. Es profesora investigadora en la Benemérita Universidad Autónoma de Puebla, especializada en neuropsicología infantil, psicología del desarrollo y psicología educativa. Su trabajo se centra en la integración de la teoría histórico-cultural en la psicología, influenciada por las obras de Lev Vygotsky y otros teóricos rusos.

## Carrera
Solovieva realizó sus estudios de doctorado en la Facultad de Psicología de la Universidad Estatal de Moscú y llevó a cabo estancias de investigación en la Facultad de Psicología de la Universidad de Sevilla. Ha sido docente e investigadora desde 1998, destacando su papel como coordinadora de la Maestría en Diagnóstico y Rehabilitación Neuropsicológica en la Facultad de Psicología de la Benemérita Universidad Autónoma de Puebla (BUAP) entre 2016 y 2020. Actualmente es profesora investigadora en la BUAP y en la Universidad Autónoma de Tlaxcala, además de ser miembro del Sistema Nacional de Investigadores de México (SNI) nivel II. Es miembro de la Sociedad Latinoamericana de Neuropsicología (SLAN) y también de la Universidad Iberoamericana Ciudad de México (UIA) donde ejerce como asesora doctoral. Obtuvo un doctorado honoris causa de la Universidad Nacional del Centro del Perú.
Fundadora de la Academiá Internacional de los Estudios Histórico-culturales, creadora de «métodos de desarrollo y enseñanza preescolar y escolar basados en la teoría de la actividad» y colaboradora del Consejo de Ciencia y Tecnología del Estado de Puebla. Solovieva ha participado en más de 300 actos académicos a nivel nacional e internacional. Durante su trayectoria ha escrito 48 libros, 86 capítulos de libros y 200 artículos sobre temas relacionados con la psicología, psicología histórico-cultural, psicología del desarrollo y la teoría de la actividad.

## Investigación
Su investigación se centra en enfoques innovadores para la educación infantil y la rehabilitación neuropsicológica. Es conocida por su trabajo en el uso del dibujo como una herramienta educativa para desarrollar habilidades espaciales y cognitivas en niños en edad preescolar, preparándolos para la alfabetización y otras habilidades académicas al fomentar las capacidades motoras finas y perceptuales de manera creativa. En su enfoque, el aprendizaje está vinculado a la interacción cultural, un concepto que contrasta con enfoques más individualistas como el constructivismo piagetiano. Critica el constructivismo, argumentando que, mientras este pone énfasis en procesos biológicos y espontáneos del desarrollo, la postura histórico-cultural subraya que el conocimiento es mediado culturalmente y que la enseñanza debe ser intencionada y estructurada. Es autora de libros pedagógicos desde el enfoque de la psicología histórico-cultural y la teoría de la actividad, entre ellos La metodología formativa en la psicología histórico cultural y Dibujo como herramienta formativa en la educación preescolar.